# Gérardmer
Gérardmer là một xã trong vùng Grand Est, thuộc tỉnh Vosges, quận Saint-Dié-des-Vosges, tổng Gérardmer. Tọa độ địa lý của xã là 48° 04' vĩ độ bắc, 06° 52' kinh độ đông. Gérardmer nằm trên độ cao trung bình là 670 mét trên mực nước biển, có điểm thấp nhất là 584 mét và điểm cao nhất là 1125 mét. Xã có diện tích 54.78 km², dân số vào thời điểm 1999 là 8845 người; mật độ dân số là 161 người/km².

## Thông tin nhân khẩu
| 1962 | 1968 | 1975 | 1982 | 1990 | 1999 |
| ---- | ---- | ---- | ---- | ---- | ---- |
| 8970 | 9326 | 9471 | 9106 | 8951 | 8845 |